# 브록맨저빌
브록맨저빌(Gerbillus brockmani)은 황무지쥐아과에 속하는 설치류의 일종이다. 주로 소말리아에 분포하며, 모식산지 소말리아 북부 부라오에서만 알려져 있다.

## 특징
꼬리 길이 106~117mm를 제외한 몸길이가 71~84mm인 작은 설치류다. 발 길이는 21~22mm이고 귀 길이는 11~13mm이다. 등 쪽 털은 오렌지과 갈색부터 누르스름한 갈색까지 띠는 반면에 배 쪽과 볼과 턱, 목은 희다.

## 생태
땅 위에서 주로 생활하는 육상성 동물이다.

## 분포 및 서식지
소말리아 북부 부라오 지역에서만 알려져 있다. 건조 구릉 지대에서 서식하는 것으로 추정된다.